# Geodena cinerea
Geodena cinerea es una especie de polillas de la familia Geometridae, descrita por primera vez por Robert Herbert Carcasson en 1857, con distribución en Uganda y Camerún.